# I Akademickie Liceum Ogólnokształcące im. Zasłużonych Ludzi Morza w Gdyni
I Akademickie Liceum Ogólnokształcące im. Zasłużonych Ludzi Morza w Gdyni (w skrócie „ALO”) mieści się w dzielnicy Witomino. Znajduje się w gronie liderów nauki i sportu w Gdyni. Szkoła organizuje fakultety akademickie i seminaria maturalne. Szkoła współpracuje z uczelniami wyższymi (m.in. Akademią Morską). 
I Akademickie LO powstało w roku 1951 i nosiło wtedy imię Bolesława Bieruta.
W listopadzie 2006 roku zespół dworkowo-pałacowy został sprzedany przez dotychczasowego właściciela - Związek Nauczycielstwa Polskiego - prywatnemu przedsiębiorcy. Liceum zostało przeniesione na gdyńskie Witomino, do budynku, w którym siedzibę miało wcześniej VIII Liceum Ogólnokształcące w Gdyni.